# جوزيف كروكت
جوزيف كروكت (بالإنجليزية: Joseph Crockett)‏ هو لاعب رماية أمريكي، ولد في 16 فبراير 1905 في واشنطن العاصمة في الولايات المتحدة، وتوفي في 11 يوليو 2001 في إنجلوود في الولايات المتحدة.

## وصلات خارجية
- جوزيف كروكت على موقع أوليمبيديا (الإنجليزية)